# Ceratozetes conjunctus
Ceratozetes conjunctus är en kvalsterart som beskrevs av Mihelcic 1956. Ceratozetes conjunctus ingår i släktet Ceratozetes och familjen Ceratozetidae. Inga underarter finns listade i Catalogue of Life.